# Народный фронт освобождения Ливии
Народный фронт освобождения Ливии (НФОЛ; араб. الجبهة الشعبية لتحرير ليبيا‎; англ. Popular Front for the Liberation of Libya (PFLL; «аль-Джабхат аш-Шаабия ли Тахрир Либия») — политическая и вооружённая группировка ливийских каддафистов, сформировавшаяся 26 декабря 2016 года.

## История
В октябре 2017 года НФОЛ потерпел поражение в столкновениях с Революционной бригадой в Триполи, что 16 октября привело к взятию в плен одного из полевых командиров Аль-Мабрука Эниша.
В марте 2018 года Саиф аль-Ислам Каддафи, сын свергнутого и убитого в 2011 году ливийского лидера Муаммара Каддафи и лидер НФОЛ, объявил о своём намерении баллотироваться от НФОЛ на всеобщих выборах в Ливии в том же году, но затем выборы были перенесены на следующий год.
28 мая 2019 года бригада Мисураты предприняла попытку захватить Южный район Азизия, удерживаемый сторонниками Джамахирии. В результате многочасового боя, бригада потеряла 19 человек убитыми, более 30 ранеными, были полностью уничтожены 1 танк Т-55, а также броневик турецкого производства BMC Kirpi II (MRAP).
6 июля 2019 года Народный фронт освобождения Ливии присоединился к ЛНА для совместного наступлении на Триполи.
30 сентября ахдобийский филиал группы выступил с заявлением, в котором отметил прогресс Ливийской национальной армии в борьбе против врага, подтвердил поддержку ЛНА со стороны НФОЛ и объявил восстание 2011 года как следствие турецко-катарского заговора.
3 ноября участники НФОЛ провели демонстрацию в Бени Валиде.
7 февраля 2020 года НФОЛ провёл в Тунисе панельную дискуссию под названием «Роль Туниса в решении ливийского кризиса между иностранными интервенциями и глубиной принадлежности», на которой члены партии обсудили ситуацию с безопасностью в Ливии в свете гражданской войны, а также опасения иностранной военной интервенции в Ливии. В мероприятии приняли участие ряд тунисских политических партий.